# Jean-Joseph Thonissen
Jean-Joseph Thonissen (Hasselt, 10 gennaio 1816 – Lovanio, 17 agosto 1891) è stato un politico e avvocato belga, ministro dell'interno dal 26 ottobre 1884 al 23 ottobre 1887 nel governo presieduto da Auguste Beernaert.

## Biografia
Una volta conseguita la laurea in giurisprudenza presso l'Università statale di Liegi si è poi perfezionato a Parigi.
Tornato nella sua città natale nel 1839, fondò con il suo amico Bellefroid il Journal du Limbourg.
Autore di opere storiche, numerose dottrine politiche e legali, è stato invitato a insegnare alla neonata Università cattolica di Lovanio. Era professore alla facoltà di giurisprudenza.
Era interessato al socialismo, una dottrina sulla quale ha scritto diversi studi ed era profondamente attaccato alle libertà costituzionali al punto di essere osteggiato dal suo ultramontano collega Charles Périn all'Università Cattolica1.
La sua carriera politica lo ha visto diventare un deputato, ministro dell'Interno e poi della Pubblica Istruzione e infine Ministro di Stato.

## Pubblicazioni
- Constitution belge annotée, Hasselt, 1846
- Le socialisme et ses promesses, 1850 (2 volumes)
- Le socialisme dans le passé, 1851.
- Le socialisme depuis l'Antiquité jusqu'à la Constitution française du 14 janvier 1852, 1852.
- La Belgique sous le règne de Léopold Ier, Liège, 1855-1858, 4 volumes.
- Vie du comte Félix de Merode, 1861.
- Vie du comte Ferdinand de Meeûs, Louvain, 1863.
- Quelques considérations sur la théorie du progrès indéfini dans ses rapports avec l'histoire de la civilisation et des dogmes du christianisme, 1859.
- De la prétendue nécessité de la peine de mort, 1862.
- Etudes sur l'histoire du droit criminel des peuples anciens (Inde brahmanique, Egypte, Judée), 1869.
- Le droit pénal de la République athénienne, précédé d'une étude sur le droit criminel de la Grèce légendaire, 1875.